# Kamzolka
Kamzolka (Камзолка en rus) - és un poble de l'óblast de Penza, a Rússia, que el 2007 tenia 280 habitants.